# Парабола (литература)
 Тази статия е за литературния вид.  За геометричната крива вижте Парабола.  
Параболата в литературата е къс литературен вид с поучителен характер и преносно значение, близък до притчата и афористичния анекдот. Думата идва от гръцки (παραβολή - притча, алегория).
Известни автори на параболи са:
- холандският писател Мултатули (Едуард Декер) с книгата му „Притчи и параболи“,
- българинът Христо Цанков - Дерижан, автор на „Карнавал – притчи, параболи, парадокси“.